# Maryam Negār
Maryam Negār (persiska: مریم نگار) är en ort i Iran.   Den ligger i provinsen Kermanshah, i den nordvästra delen av landet, 400 km väster om huvudstaden Teheran. Maryam Negār ligger 1 390 meter över havet och antalet invånare är 131.
Terrängen runt Maryam Negār är kuperad åt nordost, men åt sydväst är den bergig.Runt Maryam Negār är det ganska tätbefolkat, med 60 invånare per kvadratkilometer. Närmaste större samhälle är Şaḩneh, 19,8 km sydost om Maryam Negār. Trakten runt Maryam Negār består till största delen av jordbruksmark.